# Синъицюань

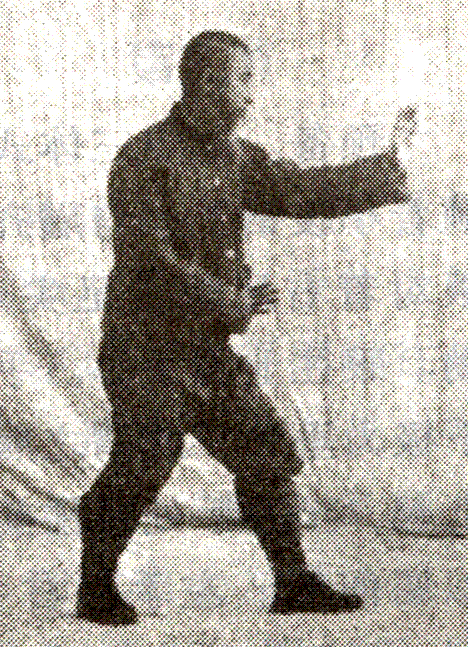
Стойка сань-ти-ши, считающаяся базой синъицюань (считается, что ученики должны научиться медитировать в этой стойке до получаса), демонстрирует Сунь Лутан

Синъицюань (кит. 形意拳) — один из видов боевых искусств Китая. Название переводится как «кулак формы и намерения» (раньше иногда вместо иероглифа «форма» писали омонимичный иероглиф «двигаться», то есть получался «кулак движения и намерения»). В этом названии «зашифрованы» две важнейших составных части синъицюань: «кулак пяти первостихий» (соответствует «намерению») и «кулак двенадцати животных» (соответствует «форме» или «движению»). Таким образом, «синъицюань» — это стиль боевого искусства, основанный на проработке внешней формы и волевого наполнения движений.

## Происхождение и развитие стиля
Легенды возводят историю стиля Син-и к самому Юэ Фэю, что, казалось бы, вызывает недоверие, так как в Китае существует несколько стилей, приписываемых Юэ Фэю, но тем не менее друг на друга совершенно не похожих. Так, например, Юэ-мэнь цюань, Юэ-цзя цзяо и Юэ-ши лянь-цюань явно не имеют ничего общего и друг на друга совершенно не похожи, более того, Юэ-мэнь цюань явно относится к южным стилям (с активным) и «короткому» кулаку, в то время как Юэ-ши лянь-цюань явно является северным стилем с «длинным» кулаком.
Тем не менее существует стиль Юэ-ши сань-шоу, отличающийся от Син-И как методами тренировок, так и дистанцией боя, но имеющий идентичную форму. Иными словами, и Син-И и Юэ-ши сань-щоу — двигаются в одной и той же манере и используют одни и те же приёмы, однако ведут бой на разной дистанции и имеют кардинально отличающиеся методы тренировки. Так, в Син-И стремятся к ближнему бою, а в Юэ-ши сань-шоу стремятся вести бой на дальней дистанции, отличие в методах тренировок заключается в том, что Син-И — внутренний, а Юэ-ши сань-шоу — внешний стиль. Сходство внешней формы, при том что оба стиля приписывают своё Юэ Фэю, — явно свидетельствует об общности происхождения Син-И и Юэ-ши сань-шоу, которые за прошедшие столетия (Юэ Фэй жил в XII веке) успели разойтись в методах тренировок, но сохранили свою внешнюю форму. И возможно, что человек, создавший изначальный стиль, от которого ведут своё происхождение Син-И и Юэ-ши сань-шоу, действительно является Юэ Фэем. При этом нужно отметить, что мнения экспертов о схожести Син-И и Юэ-ши сань-щоу порой кардинально расходятся. Так, например, по мнению Мая Михайловича Богачихина стили Син-И и Юэ-ши сань-шоу — безусловно похожи, так как сходны позы, принимаемые при выполнении одиночных тао-лу без оружия. В то же время по мнению Алексея Александровича Маслова стили Син-И и Юэ-ши сань-щоу не имеют ничего общего, поскольку ведут бой на совершенно разных дистанциях.
Другая легенда приписывают происхождение стиля первому патриарху Шаолиня — Бодхидхарме, но, в отличие от легенды о происхождении от Юэ Фэем, эта легенда не имеет убедительных доказательств. Тем более, что легенда о происхождении из монастыря Шаолинь имеется у сотен совершенно непохожих друг на друга стилей, и большая часть этих стилей (как и Син-И) не имеет доказательств подобного происхождения.
Третья легенда приписывает авторство стиля Син-И уже не буддийскому патриарху, а святому даосу Чжан Саньфэну с гор Уданшань. Что характерно, ему часто приписывают все внутренние стили, имеющие довольно сходные методы тренировок при кардинально различающейся внешней форме. Так что возможно, что действительно методы тренировок в Син-И происходят из даосских монастырей в горах Удан (необязательно от самого Чжань Саньфэна, но из мест, где он жил). Однако внешняя форма, которая в отличие от других внутренних стилей является жёсткой, а не мягкой — явно с Удан не связана.

Задокументированная история стиля Син-И начинается в XVII веке с Цзи Цзикэ, по прозвищу Лун Фэн — «Вихрь Дракон» (известный также как Цзи Лунфэн), который, по легенде, в горах Чжуннань получил от неизвестного мастера книгу Юэ Фэя, «ясную — по мысли, драгоценную — по содержанию». По другой версии, стиль был создан самим Цзи Цзикэ на основе приёмов с копьём. В то же время некоторое внешнее сходство Син-И и Юэ-ши сань-щоу свидетельствует в пользу того, что либо, возможно, книга действительно была, либо он обучался у мастера, чьё имя по какой-либо причине решил утаить (возможно, обучавший его мастер имел проблемы с маньчжурскими властями по политическим или иным причинам).

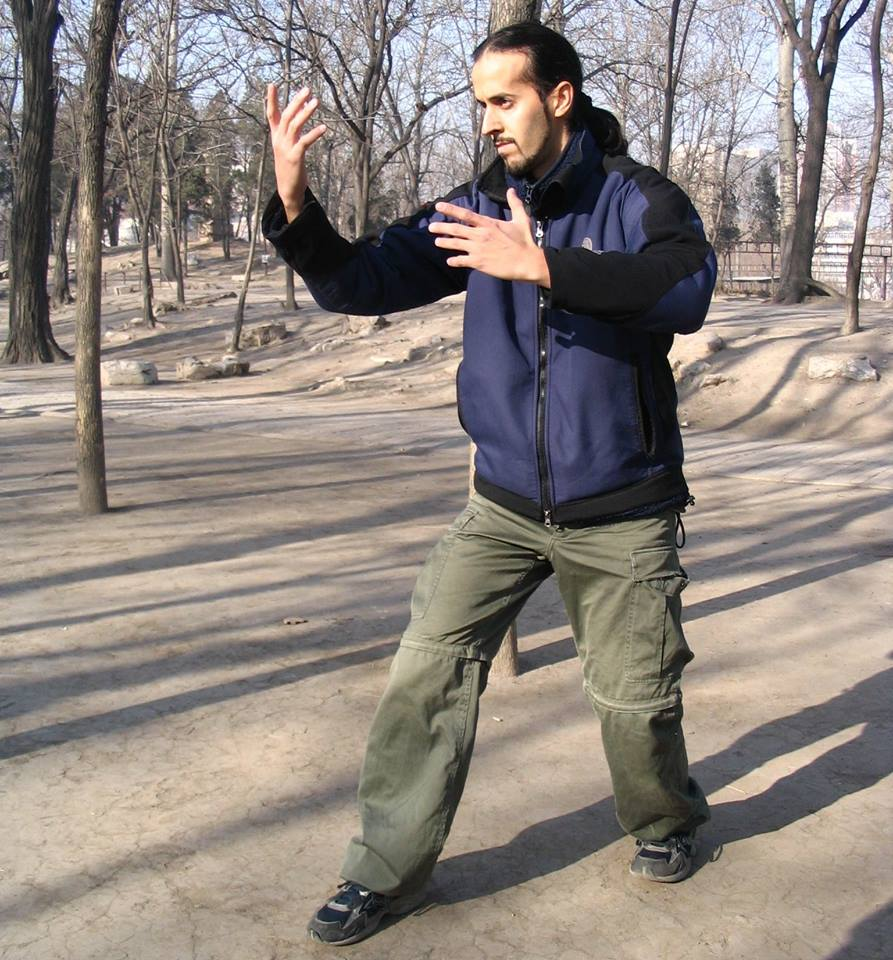
Ницан Орен, учитель Синъицюань, практикующий позу Чжан Чжуан (СТОЛБОВАЯ ПРАКТИКА)

Однако и авторство Цзи Цикэ тоже ставится под сомнение некоторыми критиками. Они указывают как на то, что Цзи Цикэ был известен как «чудесное копьё», а не «чудесный кулак», так и на тот факт, что история, что Цзао Цзиу учился Син-И у Цзи Цикэ, держится лишь на словах самого Цзао Цзиу, называвшего себя единственным учеником (и преемником) Цзи Цикэ. И уже Цзао Цзиу называется основателем Син-И. В качестве учеников Цзао Цзиу упоминаются Ма Сюэли, Дай Лубан и Цзи Шоу. Причём во всех версиях Ма Сюэли упоминается в качестве ученика Цзао Цзиу, а вот с Дай Лубан и Цзи Шоу не всё так ясно. По некоторым версиям Дай Лубан считается учеником не Цзао Цзиу, а Ма Сюэли, в то время как Цзи Шоу часто не упоминается вообще. И если Ма Сюэли учил множество учеников, а Цзи Шоу написал книгу, то Дай Лубан развивал стиль в качестве внутреннего стиля семьи Дай и обучил только своего сына — Дай Вэньсюна. Тем не менее стиль через семью Дай попал к Ли Лонэну (李洛能) с прозвищами Фэй Юй — «Летящий Пух» и Нэн Жэнь — «Умелый» (известному также как Ли Фэйюй и Ли Нэнжэнь), сыгравшему очень важную роль в развитии и систематизации Син-И, а также обучившему множество прославленных учеников.
Родословное древо Син И Цюань по версии Сунь Лутана.

## Структура стиля
Основой классического синъицюань является «усинцюань» («кулак пяти первостихий»). Согласно китайской космогонии, мир основывается на взаимопереходе и взаимной борьбе пяти первостихий: земли, металла, воды, огня и дерева. В синъицюань используют два возможных типа их взаимодействий: «цикл взаимопорождения» (земля порождает металл, металл порождает воду, вода порождает дерево, дерево порождает огонь, огонь порождает землю) и «цикл взаимоподавления» (земля подавляет воду, вода подавляет огонь, огонь подавляет металл, металл подавляет дерево, дерево подавляет землю). Металлу соответствует рубящее движение сверху вниз (пи), дереву — пробивающее движение (бэн), воде — буравящее движение снизу вверх (цзуань), огню — взрывной удар с одновременным приподнимающим блокированием другой рукой (пао), земле — поперечное блокирующее или сваливающее движение (хэн).
«Шиэрсин» («формы двенадцати животных») составляют второй после «усинцюань» крупный раздел синъицюань. В школах провинции Хэбэй рассматриваются двенадцать форм животных, в некоторых школах провинции Шаньси и во всех школах провинции Хэнань — лишь десять. В хэбэйских школах каждому животному соответствует небольшая связка из трёх-пяти движений, выполняющаяся в обе стороны симметрично, а в шаньсийских — целые комплексы, которые иногда включают до сорока-пятидесяти движений. «Двенадцать животных» — это дракон, тигр, обезьяна, лошадь, крокодил, петух, ястреб, ласточка, змея, птица Тай, орёл и медведь. «Десять животных» — это дракон, тигр, петух, орёл, змея, лошадь, кот, обезьяна, ястреб и дикий гусь.
По правилам синъицюань, необходимо для каждого удара отрабатывать семь уровней его нанесения, что называется «семь ударов» или «семь кулаков». Это удар вперёд, удар назад, удар в верхний уровень, удар в средний уровень, удар в нижний уровень, удар в левую сторону и удар в правую сторону. Все семь ударов отрабатывают на мешке с песком или «деревянном человеке». Всякая атака в синъицюань выполняется в передвижении, и очень редко — с места. Большинство ударов руками наносится не кулаком, а выставленной вперёд второй фалангой указательного пальца — «глазом феникса», а также пальцами и ладонью. Любая атака — это короткий, резкий взрыв, направленный на выброс внутреннего усилия, поэтому внешне синъицюань выглядит как крайне жёсткий стиль. Все удары наносятся с близкой дистанции, в основном руками, практически каждая атака нацелена на болевую точку.
Кроме того, как и в любом другом стиле Цюаньшу, в Синьицюань есть техники для работы с оружием. Базовым оружием для Синьи является выполнение техник и приёмов с копьём. Но имеется и другое традиционное оружие, например, с саблей Дао (техника Лю Пай Дао-Сабля Шести Рядов), мечом Цзянь(Синь и Цзянь,Синь и Люхэ Цзянь), деревянным посохом (Синь и Гун), большой пикой (И дэ да цянь-Большая пика, поддерживающая добродетель), и.т.д.